# Personaggi di Heroes
Questa voce contiene un elenco dei personaggi della serie televisiva Heroes.

## Personaggi principali

### Introdotti nella prima stagione

#### Peter Petrelli
Peter Petrelli, interpretato da Milo Ventimiglia e doppiato da Daniele Natali, è un paramedico di New York, fratello di Nathan. Possiede la capacità di acquisire i poteri degli altri heroes tramite semplice vicinanza fisica. Dalla fine del terzo volume tale abilità si riduce in quanto riesce ad acquisire i poteri solo tramite diretto contatto fisico e ne controlla solo una per volta: acquisendone uno nuovo automaticamente perde quello vecchio.

#### Nathan Petrelli
Nathan Petrelli, interpretato da Adrian Pasdar e doppiato da Francesco Prando, è un senatore del Congresso degli Stati Uniti, nonché fratello maggiore di Peter e padre biologico di Claire Bennet. È in grado di volare riuscendo a raggiungere velocità molto elevate.

#### Angela Petrelli
Angela Petrelli, interpretata da Cristine Rose e doppiata da Lorenza Biella, è la madre di Nathan e Peter Petrelli. Possiede l'abilità di sognare eventi futuri.

#### Claire Bennet
Claire Bennet, interpretata da Hayden Panettiere e doppiata da Chiara Gioncardi, è una giovane cheerleader frequentante la Union Wells High School di Odessa, in Texas. Figlia adottiva di Noah e Sandra Bennet, è in realtà figlia biologica del senatore Nathan Petrelli e di Meredith Gordon. È dotata dell'abilità dell'autorigenerazione dei tessuti, ed è quindi immune a qualsiasi ferita, danno fisico ricevuto, o malattia, il suo sangue è curativo, inoltre non invecchia, quindi nemmeno il tempo può ucciderla.

#### Noah Bennet
Noah Bennet, interpretato da Jack Coleman e doppiato da Roberto Pedicini, è il padre adottivo di Claire. Nella prima stagione per conto dell'Impresa, poi solo per proteggere la sua famiglia, cerca di individuare e monitorare gli heroes di tutto il mondo. Non possiede nessun'abilità sovrumana.

#### Matt Parkman
Matt Parkman, interpretato da Greg Grunberg e doppiato da Pasquale Anselmo, è un poliziotto di Los Angeles. Durante la prima stagione si accorge di poter leggere il pensiero altrui. Con il prosieguo delle stagioni acquisisce anche l'abilità di controllare telepaticamente le persone, attraverso il pensiero, e di dipingere il futuro, come il personaggio di Isaac Mendez.

#### Hiro Nakamura
Hiro Nakamura, interpretato da Masi Oka e doppiato da Nanni Baldini, è un giovane impiegato giapponese. Possiede l'abilità di fermare il tempo strizzando gli occhi e teletrasportarsi nel tempo e nello spazio.

#### Ando Masahashi
Ando Masahashi, interpretato da James Kyson Lee e doppiato da Fabrizio Vidale, è un collega di lavoro, nonché migliore amico di Hiro Nakamura. Acquisisce un potere solo alla fine del terzo volume, divenendo in grado di amplificare e potenziare i poteri degli altri heroes.

#### Gabriel "Sylar" Gray
Sylar|Gabriel Gray (Sylar), interpretato da Zachary Quinto e doppiato da Alessio Cigliano, è un orologiaio di New York. Riesce a comprendere tutti i meccanismi complessi, anche quelli degli heroes, così cerca di ucciderli tutti per assumerne i poteri comprendendo il loro meccanismo cerebrale. Dalla terza stagione impara ad acquisire i poteri anche attraverso una forma di empatia profonda, che gli permette di comprendere intimamente gli altri personaggi senza ucciderli.

#### Mohinder Suresh
Mohinder Suresh, interpretato da Sendhil Ramamurthy e doppiato da Alessandro Rigotti, è un genetista che cerca di continuare il lavoro del padre, il professor Chandra Suresh, studiando gli heroes. Acquisisce un potere (forza fisica sovrumana) solo durante la terza stagione.

#### Niki Sanders
Niki Sanders, interpretata da Ali Larter e doppiata da Claudia Catani, è una spogliarellista che vive da sola con il figlio Micah. Possiede una superforza e una personalità multipla che non riesce a controllare.

#### Micah Sanders
Micah Sanders, interpretato da Noah Gray-Cabey e doppiato da Manuel Meli, è il figlio di Niki Sanders e D.L. Hawkins. Riesce a controllare tutti i sistemi elettronici.

#### D.L. Hawkins
D.L. Hawkins, interpretato da Leonard Roberts e doppiato da Fabio Boccanera, è il marito di Niki Sanders. Ha l'abilità di rendersi intangibile, riuscendo ad esempio ad attraversare i muri.

#### Isaac Mendez
Isaac Mendez, interpretato da Santiago Cabrera e doppiato da Christian Iansante, è un pittore di New York, nonché fidanzato di Simone Deveaux. Possiede l'abilità di raffigurare il futuro, sia mediante i quadri sia mediante i fumetti di cui è autore. Entra in conflitto con Peter perché entrambi sono attratti da Simone. Viene ucciso brutalmente da Sylar.

#### Simone Deveaux
Simone Deveaux, interpretata da Tawny Cypress e doppiata da Giò Giò Rapattoni, è una giovane ragazza di colore che inizialmente non crede alle teorie del suo fidanzato, Isaac Mendez. Suo padre, a letto per una malattia, è assistito da Peter Petrelli, del quale lei si innamorerà già nei primissimi episodi. Esce di scena durante la prima stagione, uccisa per errore proprio da Isaac Mendez con un colpo di pistola che era rivolto allo stesso Peter, nell'episodio Inatteso.

### Introdotti nelle stagioni successive

#### Maya Herrera
Maya Herrera, interpretata da Dania Ramírez e doppiata da Laura Cosenza, è una giovane ragazza originaria dell'Honduras in fuga con il fratello Alejandro dal Messico, dove è ricercata per omicidio. Possiede il potere, che non riesce a controllare completamente, di emettere un virus mortale che uccide tutti coloro che gli stanno intorno. Durante la terza stagione sembra perdere questo potere perché aspiratole da Arthur Petrelli.

#### Adam Monroe
Adam Monroe, interpretato da David Anders e doppiato da Andrea Lavagnino, è anche noto come il leggendario Takenzo Kensei. Possiede il potere della rigenerazione spontanea, simile a quello di Claire, che lo ha fatto sopravvivere per quasi quattro secoli, inoltre il suo sangue è curativo.

#### Elle Bishop
Elle Bishop, interpretata da Kristen Bell e doppiata da Valentina Mari, è la figlia di Bob Bishop e lavora per il padre presso l'Impresa. Ha il potere di produrre scariche elettriche.

#### Monica Dawson
Monica Dawson, interpretata da Dana Davis e doppiata da Perla Liberatori, è in grado di emulare qualsiasi azione o movimento vede. Vive con la nonna Nana, il fratello Damon e da poco anche con il cugino Micah, quando scopre per caso la sua abilità. Prima riesce a fare una composizione culinaria che aveva visto prima solo una volta in tv, poi, quando il negozio dove lavora come commessa viene rapinato, si difende mimando una mossa di wrestling vista anch'essa in tv. Spaventata si rivolge a Mohinder Suresh, che promette di aiutarla. Un giorno, per difendere Micah da una gang che gli aveva rubato i cimeli del padre, finisce in preda dei teppisti, che stanno per bruciarla viva. A salvarla sarà Niki Sanders, che sacrificherà la propria vita.

#### Tracy Strauss
Tracy Strauss, interpretata da Ali Larter e doppiata da Claudia Catani, è la sorella gemella di Niki Sanders, nonché assistente di vari uomini politici. Ha il potere della criocinesi ed una forma basilare dell'idrocinesi.

#### Samuel Sullivan
Samuel Sullivan, interpretato da Robert Knepper e doppiato da Franco Mannella, è il gestore di un Luna Park, ereditato dal fratello Joseph. Samuel entra in scena nella quarta stagione, con un discorso durante il funerale del fratello. Ha il potere di manipolare la terra a suo piacimento, e la sua forza trae origine dalla vicinanza con altri heroes, per questo nel suo Luna Park ne ha attirato il più possibile, con la scusa di voler loro offrire la speranza di una vita migliore. È un personaggio cinico, manipolatore e doppiogiochista. Riesce a ricattare Hiro Nakamura, imponendogli di lavorare per lui per poter avere informazioni su Charlie. Samuel non esita a sacrificare la vita di diverse persone innocenti pur di raggiungere i suoi scopi, o anche solo per futili motivi.

## Personaggi ricorrenti

### Introdotti nella prima stagione

#### L'Haitiano

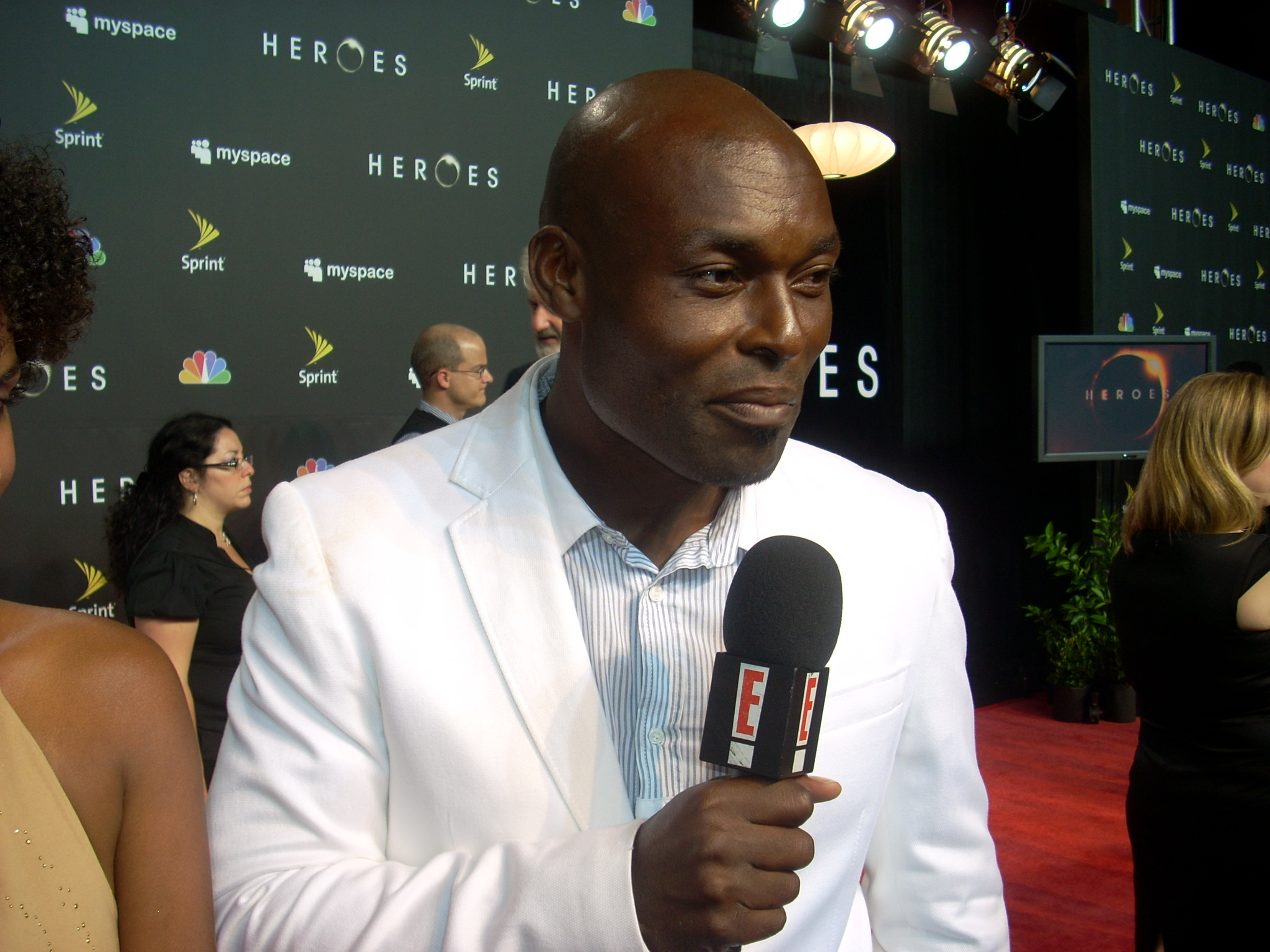
L'Haitiano (Jimmy Jean-Louis)

L'Haitiano, interpretato da Jimmy Jean-Louis e doppiato da Gaetano Varcasia, lavora per conto di Noah Bennet. Ha il potere di cancellare la memoria e "disattivare" i poteri degli altri heroes.

#### Ted Sprague
Ted Sprague, interpretato da Matthew John Armstrong e doppiato da Alessandro Quarta, è un ricercato dall'FBI, che lo crede un possibile terrorista. Il suo potere infatti è quello di emettere pericolose radiazioni nucleari.

#### Claude Rains
Claude Rains, interpretato da Christopher Eccleston e doppiato da Gianni Bersanetti, è un ex collaboratore dell'Impresa che possiede il potere dell'invisibilità. Fa la sua prima apparizione in Dono del cielo (1x12) durante uno dei sogni catastrofici di Peter. Negli episodi successivi, proprio Peter è in grado di vederlo grazie ai suoi poteri di "copia". Claude ben presto diventa una sorta di maestro per il giovane, e con metodi non proprio ortodossi, cerca di aiutarlo ad addomesticare il suo potere. Il nome del personaggio è in onore dell'attore Claude Rains, protagonista del film L'Uomo invisibile del 1933 il suo potere simile a quello della Donna invisibile, dei Fantastici Quattro.
Nei flashback dell'episodio L'uomo dell'impresa (1x17) si scopre che Claude è stato l'aiutante di Noah Bennet, prima che questi fosse incaricato di ucciderlo, poiché nascondeva un altro uomo dai grandi poteri.

#### Meredith Gordon
Meredith Gordon, interpretata da Jessalyn Gilsig e doppiata da Sabrina Duranti, è la madre biologica di Claire Bennet. Riesce a controllare il fuoco e incendiare un oggetto con la forza del pensiero.

#### Charlie Andrews

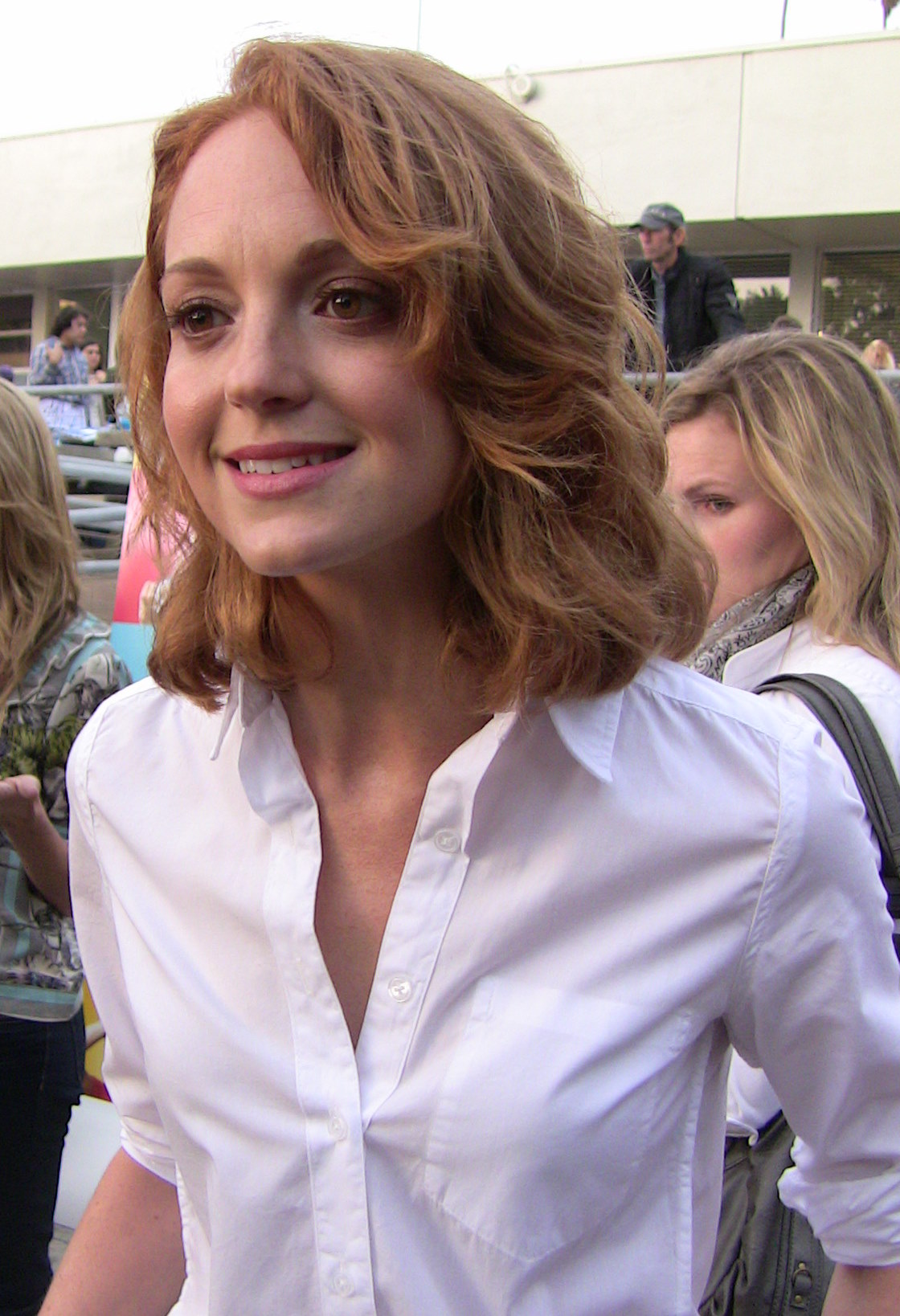
Charlie Andrews (Jayma Mays)

Charlene "Charlie" Andrews, interpretata da Jayma Mays e doppiata da Federica De Bortoli, è una cameriera del Burnt Toast Diner, di Midland (Texas), dove Hiro Nakamura e Ando Masahashi si fermano per pranzare durante il loro viaggio per raggiungere New York. Dopo aver rivelato a Hiro i suoi poteri, capacità di memorizzare velocemente grandi quantità di informazioni, viene uccisa da Sylar. Per rimediare Hiro si teletrasporta indietro nel tempo, fino a 6 mesi prima. Hiro spiega a Charlie che sia lui che lei hanno poteri speciali, e i due sviluppano un'intima relazione. Però si scopre che ha un aneurisma al cervello, e che quindi è destinata comunque alla morte. Nei giorni precedenti alla data in cui Sylar andrà per ucciderla, Hiro è sul punto di baciare Charlie, ma immediatamente prima si teletrasporta senza volerlo indietro nel tempo in Giappone, intuendo così che non può salvarla. Charlie infatti andrà ancora a lavorare il giorno del suo omicidio.
Charlie e la sua relazione con Hiro sono al centro delle vicende del primo romanzo ispirato a Heroes: Saving Charlie.
Nella quarta stagione, nell'episodio Tabula Rasa, Hiro viaggia indietro nel tempo per tentare di salvare nuovamente Charlie. In C'era una volta in Texas, Hiro la salva da Sylar e lo convince a rimuovere il coagulo di sangue nel suo cervello. Ma interviene Samuel Sullivan che la rapisce e la intrappola indietro nel tempo. Nell'ultimo episodio, Brave New World, Hiro incontra Charlie nel presente, all'età di 85 anni, che le rivela di essere stata teletrasportata nel 1944 a Milwaukee, dove si è sposata avendo quattro figli e sette nipoti. Hiro si offre di teletrasportarsi al 1944 per riaverla, ma lei rifiuta, perché se così facesse distruggerebbe tutta la sua vita vissuta. Così i due si danno un ultimo addio.

#### Janice Parkman
Janice Parkman, interpretata da Lisa Lackey e doppiata da Monica Gravina, è la moglie di Matt Parkman. Quando il loro matrimonio è in crisi, lei lo tradisce col suo collega. Matt lo scopre, ma decide di perdonarla e di rivelarle il suo potere. Il rapporto però non dura e divorziano. Nella quarta stagione rientra nella storia riunendosi con Matt, che scoprirà così di avere un figlio.

#### Chandra Suresh

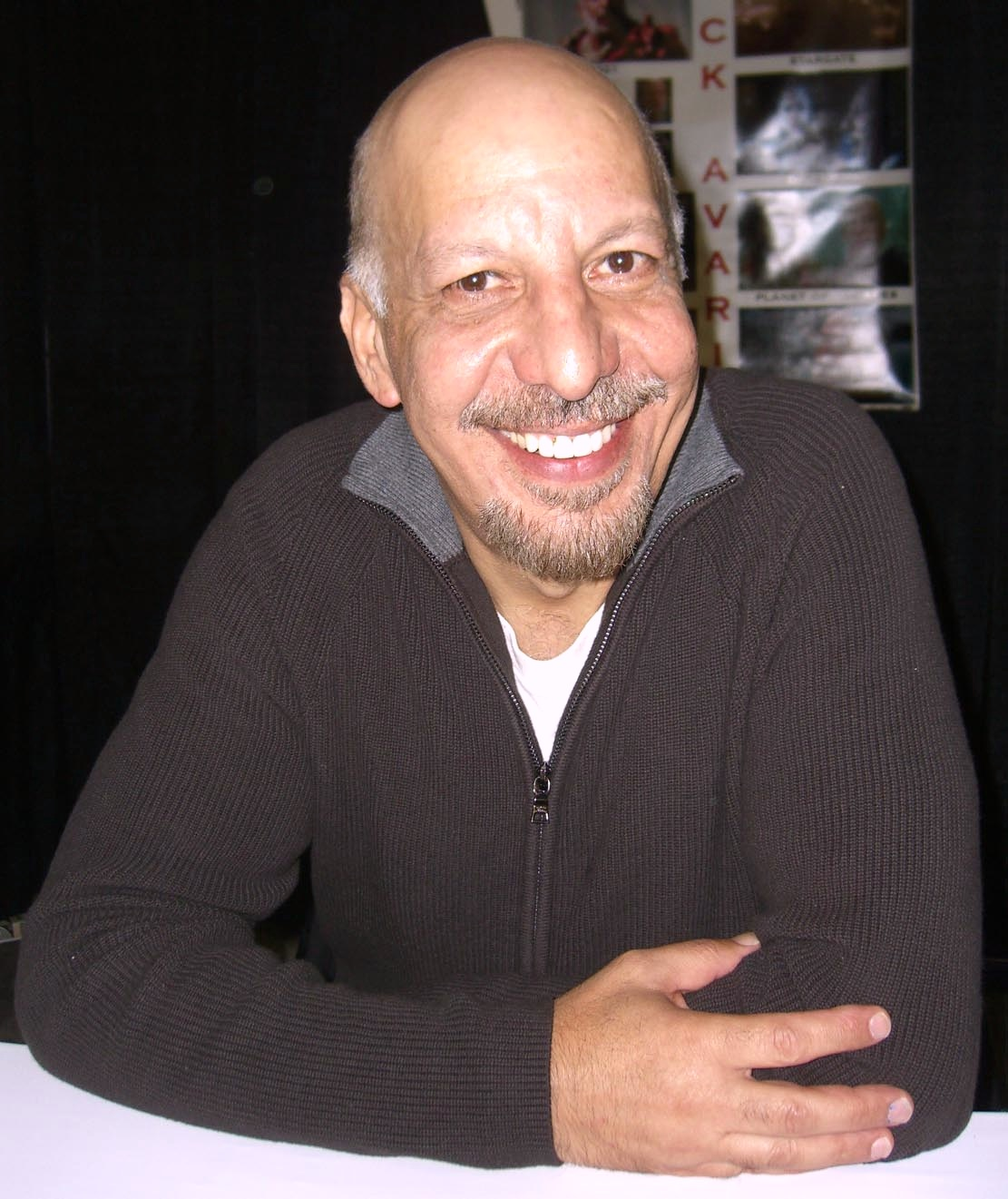
Chandra Suresh (Eric Avari)

Chandra Suresh, interpretato da Eric Avari e doppiato da Paolo Marchese è un famoso professore di genetica, padre di Mohinder e Shanti, scrittore del libro Activating Evolution, un riassunto di tutte le sue teorie riguardanti l'evoluzione umana. L'unica persona che riesce ad analizzare è proprio Sylar, che lui definisce il paziente zero. È proprio grazie a lui che Sylar scopre come rubare i poteri degli altri. Ma viene ucciso mentre guidava il suo taxi dallo stesso Sylar. Nell'episodio della terza stagione, 1961, è interpretato da Ravi Kapoor nella versione giovane.

#### Zach
Zach, interpretato da Thomas Dekker, doppiato da Lorenzo De Angelis. È un amico e confidente di Claire Bennet, che è a conoscenza dei suoi poteri. Più volte gli viene cancellata la memoria dall'Haitiano su ordine di Noah Bennet.

#### Lyle Bennet
Lyle Bennet, interpretato da Randall Bentley e doppiato da Mirko Cannella, è il fratellastro di Claire. Quando scopre i poteri di Claire l'Haitiano gli cancella la memoria per ordine di Mr. Bennet.

#### Sandra Bennet
Sandra Bennet, interpretata da Ashley Crow e doppiata da Daniela Nobili, è la madre adottiva di Claire, nonché addestratrice di cani da concorso. Il suo cane si chiama Mr. Muggles (nella traduzione italiana "Mr. Babbany"). Per ordine di suo marito, l'Haitiano le cancella la memoria continuamente, finché non si ammala.

#### Kaito Nakamura

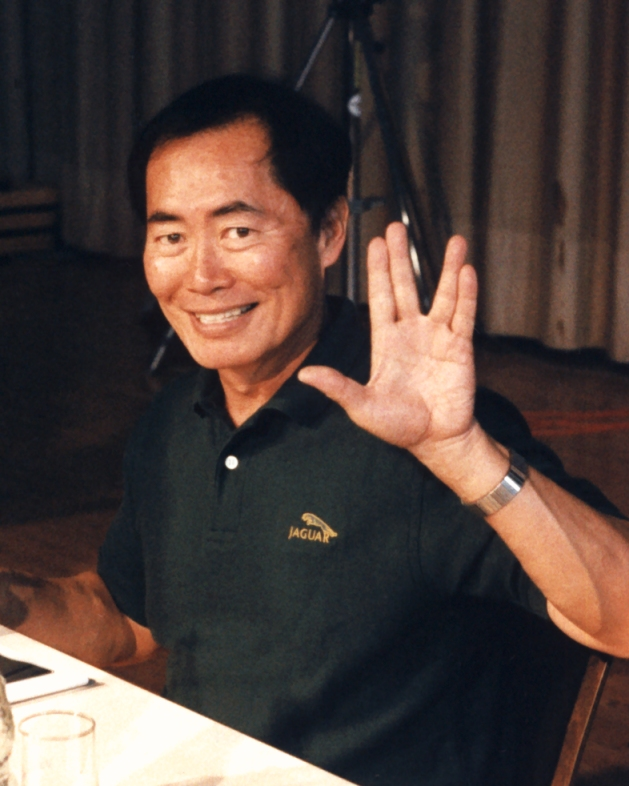
Kaito Nakamura (George Takei)

Kaito Nakamura, interpretato da George Takei e doppiato da Michele Kalamera, è il padre di Hiro Nakamura, amministratore delegato della Yamagato Industries, dove lavora il figlio. Viene ucciso da Adam Monroe.

#### Kimiko Nakamura
Kimiko Nakamura, interpretata da Saemi Nakamura, è la sorella di Hiro, che cerca di convincere suo padre, che è lei la più adatta a diventare il nuovo capo dell'azienda di famiglia, piuttosto che il fratello. Nella quarta stagione inizia una relazione con Ando, grazie all'intervento di Hiro. Ha l'abilità di vedere le variabili di qualsiasi situazione e di prevederne l'esito.

#### Daniel Linderman
Daniel Linderman, interpretato da Malcolm McDowell e doppiato da Dario Penne, è un dirigente dell'Impresa, discepolo di Adam Monroe. Ha l'abilità di far guarire ferite e malattie dagli organismi viventi. Ufficialmente, Linderman è conosciuto come il capo della mafia di Las Vegas, posizione da cui deriva un grande potere politico e una grande quantità di denaro che viene da lui utilizzato per la realizzazione delle sue opere. Per gran parte della prima serie, Linderman rimane un personaggio misterioso che muove le fila dei destini dei protagonisti della serie al fine di raggiungere il suo obiettivo finale: distruggere New York per salvare il mondo dalle sue piaghe, pensando che una tale strage scuoterà il mondo dalla sua apatia e fungerà da epicentro per una rivoluzione a livello globale che unirà tutte le persone, eliminando le guerre e i conflitti ideologici. In questo mondo, dovrebbe essere Nathan Petrelli, secondo Linderman, a detenere il potere come Presidente degli Stati Uniti. La sera del compimento del piano, Linderman viene però ucciso da D.L., che, grazie al suo potere, gli mette una mano nel cervello. Dopo la sua morte è l'amico Bob Bishop a sostituirlo nel ruolo di dirigente dell'Impresa.
Nel quarto volume Linderman compare in un flashback da adolescente, nell'anno 1961. Sin da tale età lo vediamo come un tipo spavaldo e sicuro di sé, conscio di possedere il potere della guarigione, con il quale fa scomparire una cicatrice sulla gamba della giovane Angela Petrelli.

#### Molly Walker
Molly Walker, interpretata da Adair Tishler e doppiata da Joy Saltarelli, è una bambina in grado di localizzare ogni heroes semplicemente pensandolo. Per questo viene sfruttata dalla Compagnia durante la prima stagione.

#### Charles Deveaux

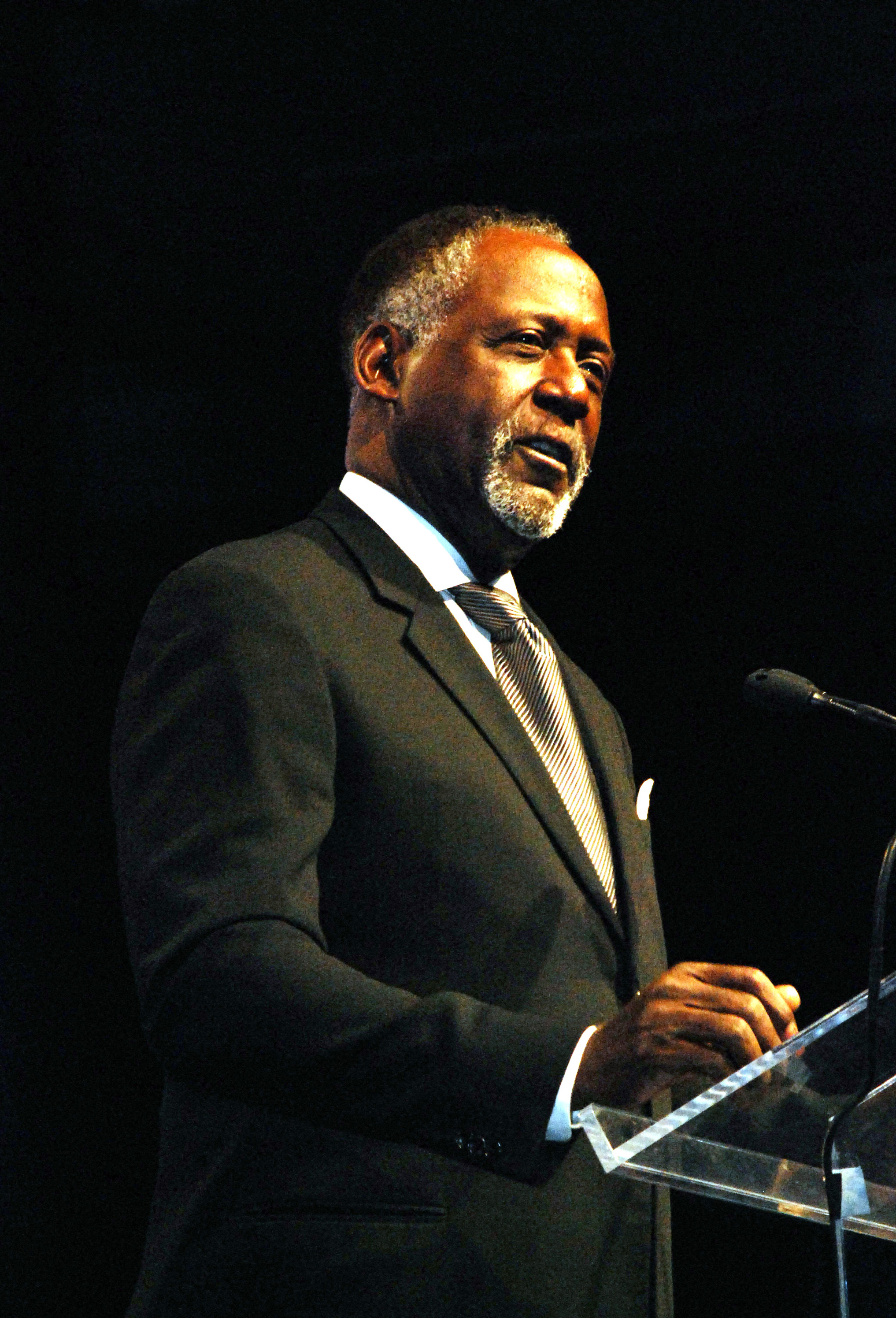
Charles Deveaux (Richard Roundtree)

Charles Deveaux, interpretato da Richard Roundtree e doppiato da Diego Reggente, è un uomo d'affari, presidente della Deveuax Society, paziente di Peter Petrelli e padre di Simone Deveaux. Considerava Peter come un figlio, sotto le cui cure era migliorato. Cercava di far capire a Peter di avere il potere di copiare i poteri degli altri attraverso dei sogni e gli disse, attraverso sua figlia Simone, che era destinato a salvare il mondo. Muore per l'improvviso decorso della sua malattia nell'episodio Niente da nascondere della prima stagione, ma secondo Kaito Nakamura è stato ucciso. Alla fine della prima stagione, attraverso un sogno, Peter scopre che lui e sua madre sapevano dell'esplosione. La sua abilità consiste nella persuasione.

#### Hana Gitelman
Hana "Samantha" Gitelman, interpretata da Stana Katic e doppiata da Paola Romano, è un personaggio introdotto da quattro episodi delle graphic novel di Heroes. È stata addestrata dal signor Bennet e per lui ha compiuto molte missioni, la più importante di tutte è stata distruggere il satellite che consentiva agli Heroes di essere rintracciati tramite l'isotopo, trovando la morte in questa avventura. È un ex-soldato israeliano di terza generazione, motivata ad entrare nell'esercito a causa del massacro del bus 405 a Tel Aviv, dove morirono sua madre e sua nonna. Contattata da Bennet si aggrega alla sua organizzazione, ma accorgendosi di essere stata truffata sulle vere motivazioni dell'organizzazione, impiega tutte le sue "capacità" per la scoperta della verità. Ted è il suo contatto con il gruppo di heroes. Ha fatto la sua prima apparizione nella serie nell'episodio Inatteso. Riappare in seguito nell'episodio Fra cinque anni. Il suo potere consiste nell'intercettazione e manipolazione di tutti i sistemi di comunicazione, con il solo uso della sua mente.

#### Eden McCain
Eden McCain, interpretata da Nora Zehetner e doppiata da Paola Majano, il cui vero nome è Sara Ellis, appare inizialmente come la vicina di casa a New York del padre di Mohinder Suresh, poi però si rivela essere un'assistente di Noah Bennet, dotata del potere della persuasione. Il suo ruolo non durerà molto, poiché si spara alla testa per non permettere a Sylar di acquisire il suo potere. Nel passato aveva usato le sue capacità per scopi non nobili, circuendo gli estranei e rendendosi responsabile di alcuni reati.

#### Candice Wilmer

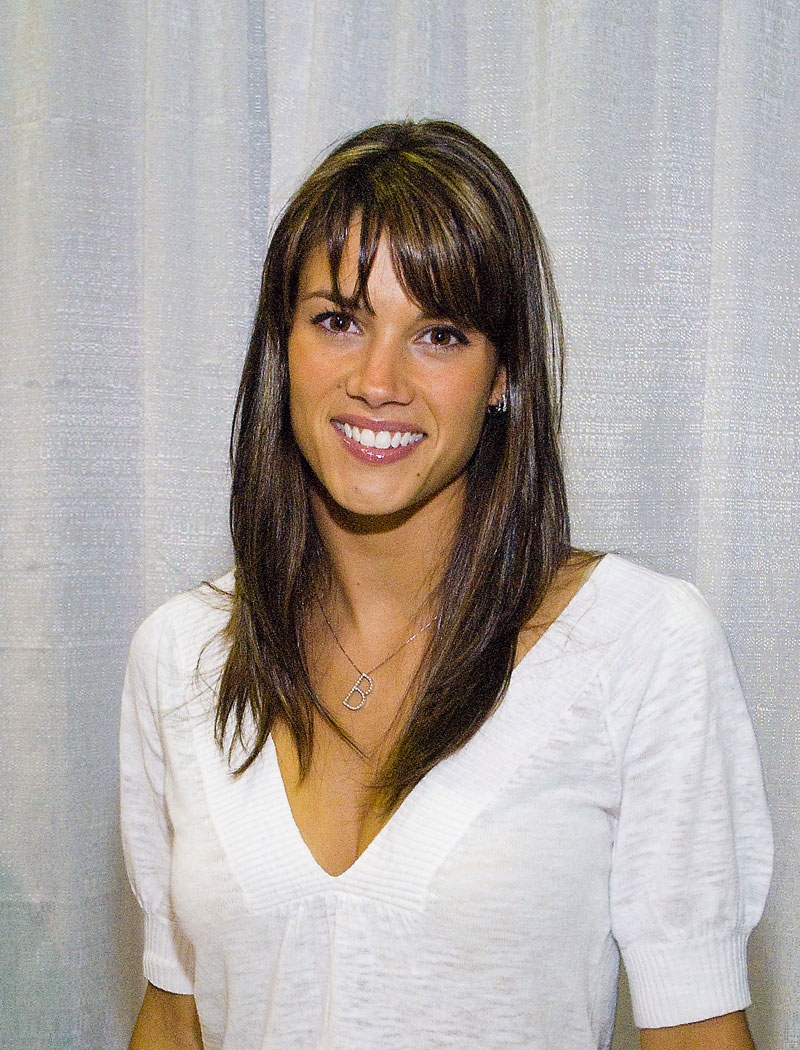
Candice Wilmer (Missy Peregrym)

Candice Wilmer, interpretata da Missy Peregrym e doppiata da Monica Bertolotti, è una subordinata dell'Impresa con l'abilità di creare illusioni. Aiuterà Linderman, in una fase importante del suo piano, cioè far diventare Nathan presidente degli Stati Uniti ed è per questo motivo che rapisce Micah. Alla fine della prima stagione però viene sconfitta da Niki, che riesce così a salvare suo figlio.
Nella seconda stagione viene uccisa da Sylar, che però non riesce a prendere il suo potere e viene rivelato il suo vero aspetto: quello di una donna obesa. Vi è tuttavia un'incongruenza con la prima serie, poiché nel momento in cui Niki la sconfigge, vanificando le sue illusioni, l'aspetto della donna non è quello della ragazza obesa della seconda serie.

#### Zane Taylor
Zane Taylor, interpretato da Ethan Cohn, è un musicista, vittima di Sylar, che ne ha assorbito il potere e anche l'identità per un breve periodo, per ingannare Mohinder Suresh allo scopo di ottenerne la collaborazione per trovare gli altri esseri umani dotati di poteri. È in grado di liquefare i materiali.

#### Brian Davis
Brian Davis, interpretato da David Berman, è la prima vittima di Sylar, che lo uccide dopo avergli fatto credere di essere il Dottor Suresh pronto ad aiutarlo. Il suo potere è la telecinesi.

#### Dale Smither
Dale Smither, interpretata da Rusty Schwimmer e doppiata da Aurora Cancian, è una donna di mezza età che lavora come meccanico in un garage in Montana. Mohinder Suresh e Sylar (che si finge Zane Taylor) la raggiungono per parlare con lei delle sue capacità. Descrive il suo superudito affermando che può sentire un temporale da 40 miglia di distanza e la minima alterazione nel battito cardiaco di una persona. Ascolta musica rap a tutto volume per evitare di sentire i rumori e i suoni che le sono sgraditi. Viene uccisa da Sylar poco dopo il loro incontro. Compare per la prima volta nell'episodio Inatteso.

#### Sanjog Iyer
Sanjog Iyer, interpretato da Javin Reid, è un bambino indiano, che grazie al suo potere (manipolazione dei sogni) fa rivivere il passato a Mohinder Suresh, che scopre così di aver avuto una sorella, Shanti, morta all'età di 5 anni per una grave malattia, prima che lui nascesse.

#### Thompson
Thompson, interpretato da Eric Roberts e doppiato da Luca Ward e Angelo Maggi, è uno dei superiori di Noah Bennet nell'organizzazione nascosta dietro la Primatech. Fa la sua prima apparizione nell'episodio L'uomo dell'impresa. Anche lui è legato a Kaito Nakamura per la sorte della piccola Claire. Alla fine della prima stagione, nel tentativo di uccidere Matt, viene ucciso da Noah Bennet.

#### Jacqueline Wilcox
Jacqueline "Jackie" Wilcox, interpretata da Danielle Savre e doppiata da Alessia Amendola, è una campagna di scuola di Claire Bennet, con cui è in continua competizione per prevalere nel gruppo delle cheerleader. Si prende il merito di aver salvato un uomo da un incendio, cosa che in realtà aveva fatto Claire sfruttando la sua abilità. Questo equivoco apparentemente insignificante porterà Sylar ad ucciderla credendola capace di rigenerarsi: l'inganno viene immediatamente scoperto, ma questo dà l'occasione a Claire di fuggire e di mettersi in salvo.

#### Virginia Gray
Virginia Gray, interpretata da Ellen Greene e doppiata da Aurora Cancian, è la madre adottiva di Gabriel Gray, meglio conosciuto come Sylar. 
Compare in un solo episodio nella prima stagione, La parte difficile.
Sylar raggiunge sua madre, che rivede dopo tanto tempo, deciso a mostrarle i suoi poteri. Entrando quasi in uno stato ipnotico, trasforma l'acqua del rubinetto in neve facendo sembrare la stanza proprio come uno dei globi di neve che sua madre collezionava (la scena è un chiaro riferimento al film Edward mani di forbice, in cui il protagonista crea la medesima situazione) e durante ciò la ferisce per sbaglio, spaventandola. Virginia si chiude in camera mentre Sylar, da dietro la porta, le racconta quasi in lacrime che aveva avuto una visione nella quale uccideva tante persone innocenti senza poter evitarlo. La madre, terrorizzata, esce dalla stanza aggredendolo ma, durante la colluttazione che ne nasce, perde la vita accidentalmente per mano del figlio che la colpisce al petto con la stessa forbice con cui lei aveva tentato di allontanarlo.
Nell'episodio della seconda stagione Verità e conseguenze, Alejandro Herrera mostra a sua sorella Maya una notizia sul giornale, in cui viene riportato l'assassinio di Virginia Gray per mano del figlio Gabriel (Sylar). Quest'ultimo, incalzato da Maya e Alejandro, racconta l'accaduto.

#### Brody Mitchum
Brody Mitchum, interpretato da Matt Lanter e doppiato da Marco Vivio, è un compagno di scuola di Claire Bennet, nonché quarterback della squadra di football scolastica. Uccide inavvertitamente Claire dopo aver tentato di stuprarla, ma vedendola ancora viva il mattino seguente ignora l'accaduto. Claire per vendetta si schianta con la sua macchina, mentre lui è seduto sul lato del passeggero, contro un muro non uccidendolo per un pelo. L'Haitiano gli cancella completamente la memoria per ordine di Noah, che ha scoperto la verità dalla figlia.

#### Audrey Hanson
Audrey Hanson, interpretata da Clea DuVall e doppiata da Daniela Calò, è un'agente dell'FBI, che ha occasione di lavorare con Matt Parkman a Los Angeles. Cerca di arrestare Sylar per i molteplici omicidi commessi. Alla fine della prima stagione, arresta Ted Sprague, cosa che però facilita Sylar nell'ucciderlo e rubargli il suo potere.

#### Shanti Suresh
Shanti Suresh è la figlia di Chandra e la sorella di Mohinder, morta all'età di cinque anni per colpa di una mutazione genetica la cui ricerca della cura darà il via agli studi del padre Chandra. Nella seconda stagione un virus letale sviluppato dall'Impresa prenderà il nome di Virus Shanti.

#### Heidi Petrelli
Heidi Petrelli, interpretata da Rena Sofer e doppiata da Francesca Fiorentini, è la moglie di Nathan Petrelli. Nella prima stagione rimane paralizzata su una sedia a rotelle, a causa di quell'incidente d'auto in cui Nathan scopre il suo potere. Viene però guarita da Daniel Linderman nel penultimo episodio della prima stagione. Dopo aver scoperto l'esistenza di Claire Bennet e della relazione extraconiugale di Nathan, si allontana dal marito con i figli Simon e Monty.

#### Simon e Monty Petrelli
Simon e Monty Petrelli, interpretati rispettivamente da Justin Evans e Jackson Wurth, sono i giovani figli di Nathan e Heidi Petrelli. Durante la prima stagione partecipano e sostengono la campagna elettorale del padre.
Nella quarta stagione compaiono insieme alla madre Heidi al funerale del padre.

### Introdotti nella seconda stagione

#### Alejandro Herrera
Alejandro Herrera, interpretato da Shalim Ortiz, è il fratello di Maya Herrera, che aiuta la sorella a fuggire dal Messico e a controllare i suoi poteri, finché non viene ucciso da Sylar.

#### West Rosen
West Rosen, interpretato da Nicholas D'Agosto e doppiato da Flavio Aquilone, è un compagno di studi di Claire Bennet con l'abilità di volare. Incontra Claire per la prima volta rischiando di investirla e i due fanno poi amicizia durante la lezione di biologia. Notando che Claire cerca sempre di passare inosservata, incuriosito, si apposta davanti a casa sua spiandola e scoprendo, assistendo alla ricrescita di un dito tagliato, il potere della ragazza. Durante una visita a casa della sua ragazza, scopre che il misterioso uomo che l'ha rapito in passato è il padre di Claire. Allora West se ne va, accusando Claire di essere una spia. Dopo aver scoperto che Claire non lo aveva mai tradito e che è stata rapita dall'Impresa, decide di aiutare il signor Bennet a liberarla. Dopo averlo aiutato a catturare Elle Bishop per scambiarla con Claire, viene quasi ucciso da questa mentre cerca di scappare con la fidanzata. Qualche giorno dopo, West, capendo la gravità della situazione in cui si trova la sua ragazza e che deve andarsene prima che l'Impresa riprovi a rapirla, le dice addio. Ricompare solo in un episodio della quarta stagione, dove dona il suo potere a Peter, chiamato da Claire, con cui continua a tenersi regolarmente in contatto.

#### Bob Bishop
Bob Bishop, interpretato da Stephen Tobolowsky e doppiato da Franco Mannella, è il padre di Elle Bishop, nonché dirigente dell'Impresa. Può manipolare la struttura dei metalli.

#### Maury Parkman
Maury Parkman, interpretato da Alan Blumenfeld e doppiato da Paolo Marchese, è il padre di Matt Parkman, dotato come il figlio di straordinari poteri illusionistici e telepatici. La sua prima apparizione avviene nell'episodio Battersi o battersela, quando, dopo essere stato rintracciato dalla piccola Molly, viene raggiunto a casa da suo figlio Matt e da Nathan Petrelli. Maury li accoglie all'inizio con un fucile a pompa fingendo di temere di essere una delle prossime vittime del killer che sta uccidendo i membri fondatori dell'Impresa, e dopo essere stato disarmato cerca in tutti i modi di farsi perdonare da Matt per averlo abbandonato da piccolo. Dopo aver fatto abbassare la guardia al figlio, imprigiona i due uomini in un'illusione mentale, da cui escono tempo dopo, quando Maury se n'è già andato. Più avanti, sottomettendo Niki mentalmente, Maury cerca di eliminare Bob Bishop, fallendo. Infine, Matt riuscirà a far svegliare Molly dal suo incubo e ad imprigionare dentro un'illusione il padre, Maury, che entra in stato di coma apparente. Nell'episodio della terza stagione Angeli e mostri si scopre che Maury è riuscito ad evadere dalla prigione mentale in cui era stato intrappolato e, creando un'illusione di Linderman, riesce a manipolare Nathan Petrelli. La mente di tutto è però Arthur Petrelli, che è bloccato su un letto di ospedale e può comunicare solo telepaticamente con Maury. Una volta ripreso vigore, grazie anche ai poteri assorbiti dal figlio Peter, Arthur lo elimina senza scrupoli, quando questi cerca di salvaguardare il figlio Matt dai suoi piani diabolici.

#### Caitlin McKenna
Caitlin McKenna, interpretata da Katie Carr e doppiata da Alessia Amendola, è una pittrice, nonché sorella di Ricky, con il quale lavora al Wandering Rock Pub a Cork, in Irlanda, dove casualmente finisce Peter Petrelli, che ha momentaneamente perso la memoria. Con Peter vive una storia d'amore e lo aiuta a recuperare i ricordi. Quando Peter la porta con lui nel futuro, dove il virus Shanti ha ucciso il 93% della popolazione, lei ne resta intrappolata.

#### Nana Dawson

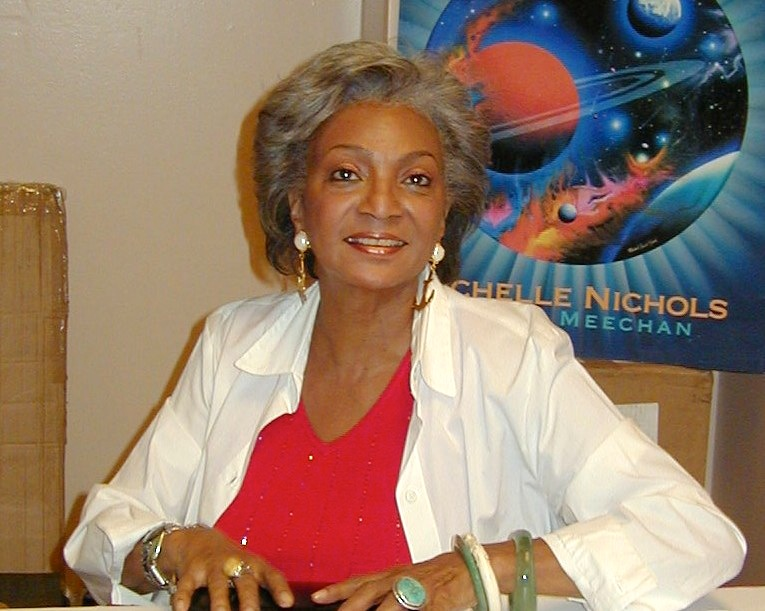
Nana Dawson (Nichelle Nichols)

Nana Dawson, interpretata da Nichelle Nichols e doppiata da Noemi Gifuni, è la nonna paterna di Damon e Monica, cugini di Micah. Durante la seconda stagione accoglie Micah nella sua casa, dove vive insieme al nipotino lasciatole da Niki Sanders che nel frattempo vuole andare a farsi "curare" la sua personalità multipla.

#### Damon Dawson
Damon Dawson, interpretato da Carlon Jeffery, è il fratello minore di Monica e cugino di Micah da parte del padre. Poco più grande di Micah, durante la loro convivenza spesso si verificano attriti, alternati a riavvicinamenti, visto che, grazie al suo potere, Micah si rende spesso utile. Ad esempio, in La cortesia degli stranieri, sfruttando la sua abilità, Micah riesce a rendere visibile nella tv di casa un incontro criptato di wrestling.

#### Victoria Pratt
Victoria Pratt, interpretata da Joanna Cassidy (da adulta) e Jaime Ray Newman (da ragazza), era un'amica fidata di Angela Petrelli, nonché ricercatrice per conto dell'Impresa. Scoprì il virus Shanti e per impedire ad Adam di usarlo per i suoi scopi lo nascose nella sede di Odessa, in Texas. Dopo essere stata interrogata da Peter Petrelli, per scoprire dove è nascosto il virus, viene uccisa da Adam Monroe.

### Introdotti nella terza stagione

#### Arthur Petrelli

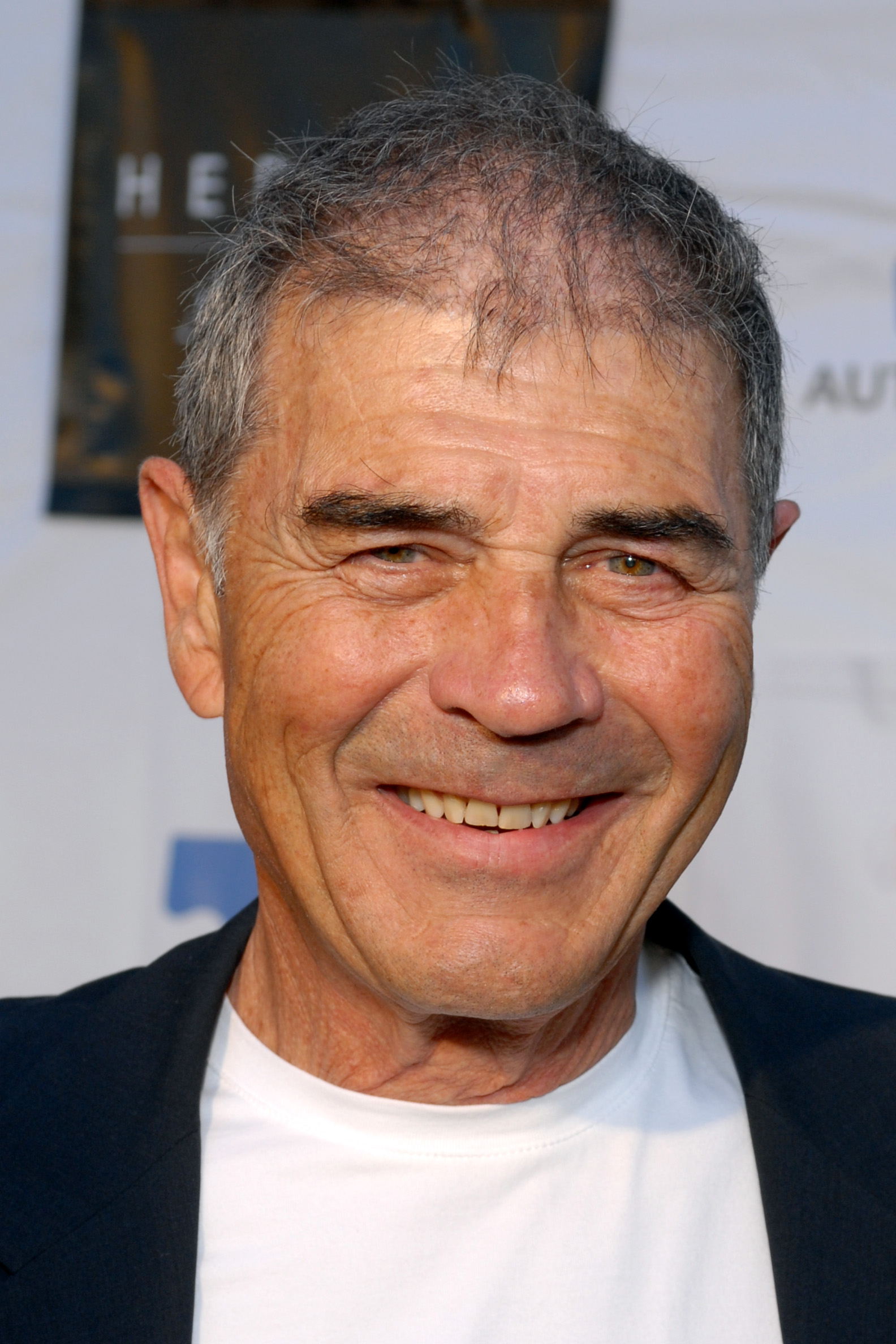
Arthur Petrelli (Robert Forster)

Arthur Petrelli, interpretato da Robert Forster e doppiato da Stefano De Sando, è il marito di Angela Petrelli e padre di Nathan e Peter. Ha la capacità di assorbire i poteri degli altri soggetti avanzati, privandoli permanentemente delle loro abilità.

#### Emile Danko
Emile Danko, interpretato da Željko Ivanek e doppiato da Luca Biagini, soprannominato anche "il cacciatore", è il cinico, amorale e guerrafondaio militare incaricato di dare la caccia ai soggetti avanzati per imprigionarli, per conto del Governo, operando sotto la divisione creata da Nathan Petrelli. Riesce anche a spodestare Nathan dal comando a ad allearsi con Sylar pur di portare avanti la sua attività. Viene poi ucciso nella quarta stagione da Edgar per ordine di Samuel.

#### Eric Doyle
Eric Doyle, interpretato da David H. Lawrence XVII, soprannominato anche "Puppet Man" (in italiano "Marionettista"), è uno dei "Villain" fuggiti dal Livello 5. Compare per la prima volta nel quinto episodio Angeli e mostri, in una cena romantica con Meredith Gordon, andata da lui per fermarlo. Si scopre subito che il suo potere è di controllare i movimenti altrui: infatti arriva al punto di costringere Meredith a baciarlo. Nel sesto episodio Luce morente viene fermato da Claire e Sandra Bennet, le quali si introducono all'interno del suo teatro e, dopo un estenuante e pericoloso gioco architettato da Eric, riescono a liberare Meredith. Noah Bennet lo riporterà al Livello 5 dell'Impresa. Nell'episodio Dualità verrà liberato da Noah Bennet per fronteggiare Sylar, ma senza successo. Si pensava che fosse morto nell'incendio che devastò l'Impresa, ma in seguito comparirà a casa di Claire con intenzioni pacifiche.

#### Daphne Millbrook

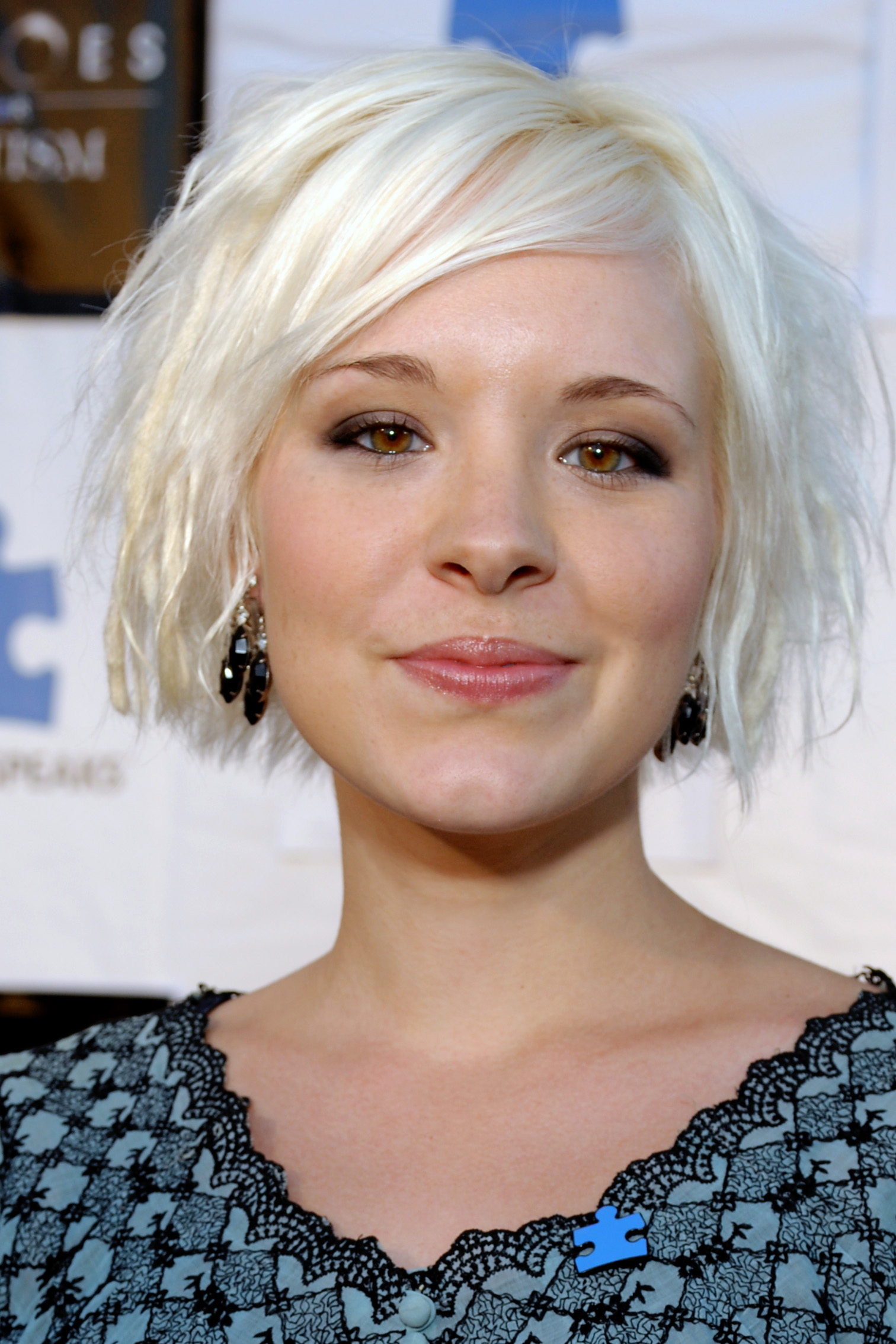
Daphne Millbrook (Brea Grant)

Daphne Millbrook, interpretata da Brea Grant e doppiata da Laura Latini, lavora per la Pinehearst Company per conto di Arthur Petrelli. Dopo aver conosciuto Matt Parkman i due sviluppano un'intima relazione. Possiede il potere della supervelocità.

#### Matt Parkman Jr.
Matt Parkman Jr. è il figlio neonato di Matt Parkman e dell'ex moglie Janice. È capace di accendere e spegnere gli oggetti animati e non, dando modo dunque di recuperare le loro abilità ai soggetti avanzati che ne sono stati privati.

#### Knox
Knox, interpretato da Jamie Hector e doppiato da Alessandro Quarta, è un criminale che è stato rinchiuso dall'Impresa nel Livello 5 da cui riuscirà ad evadere assieme ad altri nella terza stagione per essere infine assunto dalla Pinehearst Company come agente, distinguendosi per mancanza di scrupoli e crudeltà e divenendo in breve il braccio destro di Arthur Petrelli. Ha la capacità di trarre dalla paura della gente una forza sovrumana.

#### Il Tedesco
Il Tedesco, interpretato da Ken Lally, è uno dei criminali fuggiti dal Livello 5. Ha la capacità di creare campi magnetici e manipolare oggetti e materiali ferrosi. Fugge dal Livello 5 insieme a Knox, Flint e Jesse Murphy, in cui è stato intrappolato il corpo di Peter del presente. La sera dell'evasione con i suoi compagni di fuga distrugge una pompa di benzina e il giorno seguente partecipa ad una rapina una banca. Dopo aver serrato le finestre, il Tedesco apre la porta della cassaforte e la banda inizia a raccogliere la ricompensa, ma al momento dell'uscita sono bloccati da Knox, il quale ha chiamato la polizia per ottenere la vendetta personale contro gli uomini dell'Impresa. Di questo avviso, tuttavia, non è il Tedesco che gli punta una pistola sostenendo di essere venuto soltanto per prendere la sua parte prima che si faccia viva l'Impresa. Knox quindi lo ucciderà con un pugno che gli trafigge lo stomaco.

#### Flint Gordon
Flint Gordon, interpretato da Blake Shields e doppiato da Gianluca Solombrino, è uno dei criminali fuggiti dal Livello 5 e poi arruolatosi alla causa della Pinehearst Company. Ha la capacità di creare e controllare il fuoco. È inoltre fratello di Meredith Gordon.

#### Jesse Murphy
Jesse Murphy, interpretato da Francis Capra e doppiato da Roberto Stocchi, è uno dei fuggitivi del Livello 5 che ha il potere di emettere suoni di grande estensione. La sua abilità è uguale a quella del postino Echo DeMille visto per la prima volta nella web serie Going Postal. All'interno del suo corpo il Peter Petrelli del futuro ha nascosto il Peter del presente. Una volta che il Peter odierno viene liberato dal Peter futuro, Jesse viene ucciso da Sylar per acquisirne il potere, nel terzo episodio della terza stagione.

#### Samson Gray
Samson Gray, interpretato da John Glover e doppiato da Bruno Alessandro, è il padre biologico di Sylar, dotato di superpoteri come il figlio. Compare per la prima volta solo nella terza stagione, quando Sylar si mette alla ricerca del suo vero padre. Nell'episodio Smascherato viene presentato in un vago ricordo del figlio, dove si dimostra un padre senza cuore, che vende il figlio per denaro e che uccide la moglie in atto di protesta. Successivamente lo ritroviamo nel momento fatidico dell'incontro tra padre e figlio. Ormai è divenuto un debole anziano, oppresso dal cancro, che conduce un'umile vita da imbalsamatore di animali morti. Inizialmente anche lo stesso Sylar, giunto per vendicarsi del proprio genitore, si stupisce di quanto suo padre possa essere in effetti fragile, ma, dopo una breve chiacchierata e dopo aver osservato l'abilità sedativa di Samson nei confronti di una lepre selvatica, intuisce che persino il proprio padre biologico è in possesso di straordinari poteri. Invero, il potere dei due è lo stesso, come lo è la fame che ne deriva. Infatti, dopo una breve disputa tra Sylar e Samson, questo cerca di ucciderlo per rubargli il potere della rigenerazione cellulare (che Sylar ha acquisito da Claire), e guarire dal cancro. Ma Sylar riesce facilmente a respingerlo, e nonostante Samson lo prega di ucciderlo, decide di andarsene senza farlo, lasciando il compito al cancro divorante.

#### Usutu

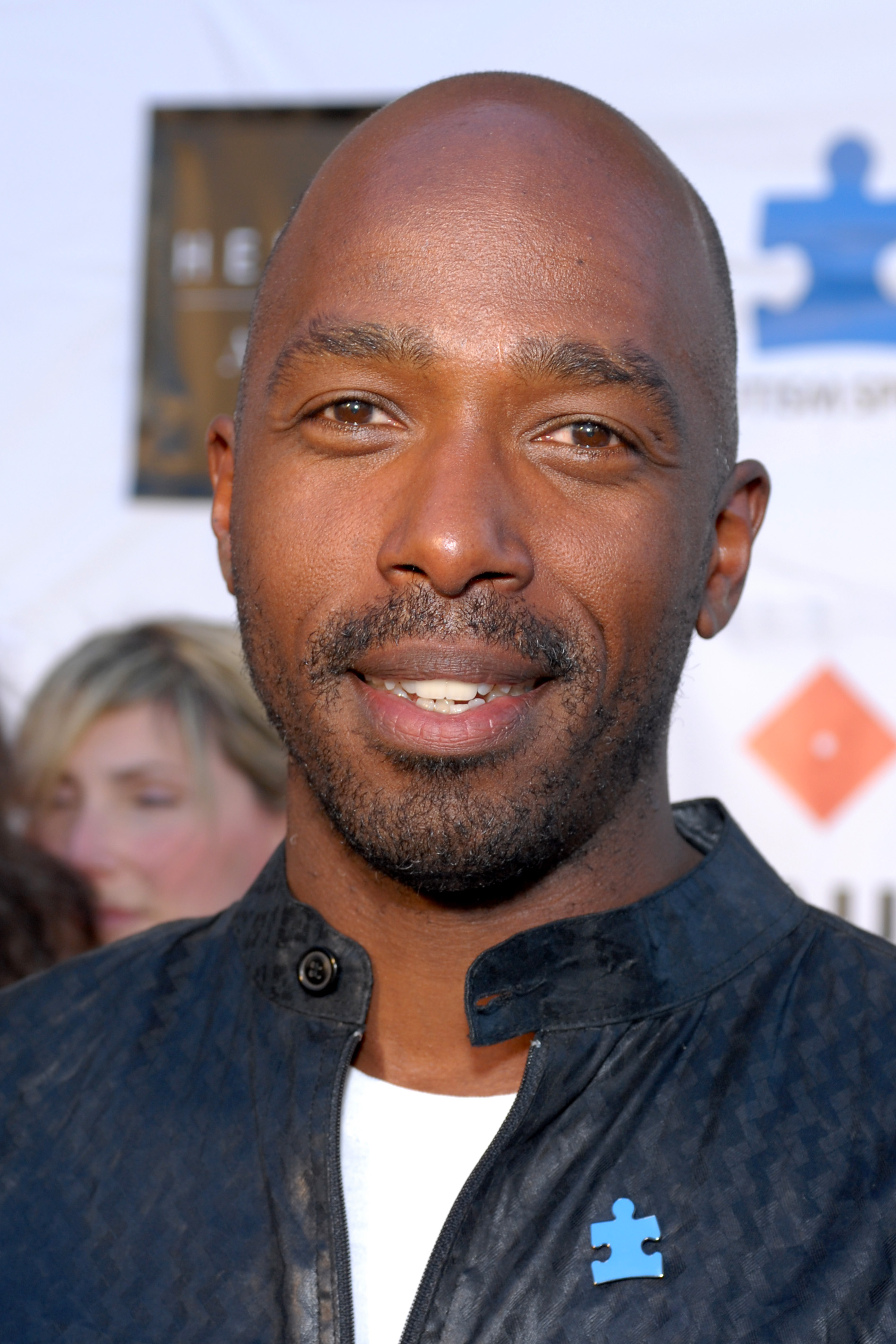
Usutu (Ntare Mwine)

Usutu, interpretato da Ntare Mwine, doppiato da Francesco Meoni. Compare per la prima volta nel primo episodio della terza stagione. Aiuta prima Matt Parkman, che si era ritrovato in Africa dopo essere stato trasportato lì dal Peter del futuro, e poi anche Hiro Nakamura, a compiere il cammino dello spirito. Viene ucciso da Arthur Petrelli che si sentiva minacciato dalle sue previsioni. Conosce anche una ricetta per preparare un miscuglio giallo piuttosto disgustoso realizzato con feci di iena, che però ha l'incredibile potere di mostrare il futuro anche ad altri. Così infatti farà con Matt e con Hiro. La sua principale abilità, come quella di Isaac Mendez, è quella di dipingere il futuro.

#### Stephen Canfield
Stephen Canfield, interpretato da Andre Royo, doppiato da Massimo Bitossi. È uno dei criminali scappati dal Livello 5. Appare per la prima volta nella quinta puntata Angeli e mostri, nella sua probabile ex-casa, dove si aspettava di trovare la moglie e i figli. Sfortunatamente non trova nessuno, soltanto Claire Bennet che lo stordisce con una pistola elettrica. Al suo risveglio si mostra gentile e spiega a Claire le sue motivazioni, che non sono cattive, ma voleva solo ritrovare la sua famiglia. Claire si lascia convincere e cerca di aiutarlo, dandogli il numero di casa dove risiedono attualmente i suoi cari, che però sono spaventati e indecisi se reincontrarlo. All'improvviso la linea telefonica viene interrotta e irrompono Noah Bennet e Sylar, venuti per fermare Stephen. Lui riesce a sfuggire, creando un vortice al centro della stanza e quindi prendendo tempo per scappare. Sempre nello stesso episodio, viene nuovamente intercettato da Noah, che gli chiede di uccidere Sylar in cambio della libertà. Lui si rifiuta, dicendo di non volere diventare un mostro, e si auto-risucchia in un suo stesso vortice. La sua abilità consiste proprio nel creare vortici simili a piccoli buchi neri.

#### Echo DeMille
Echo DeMille, interpretato da Kiko Ellsworth, è il protagonista della prima webserie della serie: Going Postal. Nella serie principale è uno dei prigionieri del Livello 5, liberato da Noah Bennet per combattere contro Sylar, dal quale verrà ucciso. Nella webserie era stato presentato come un postino che, durante un giorno normale di lavoro, utilizza la sua abilità, emettere un potente urlo, per mettere in fuga un cane. Grazie allo stesso potere riesce a sfuggire a due uomini dell'Impresa che vogliono catturarlo. Tornato velocemente a casa intima alla sua compagna di fare le valigie e scappare subito, ma ben presto torneranno gli uomini dell'Impresa, ed Echo ne ucciderà uno col suo potente urlo. Anche se sembra riuscire a fuggire, tuttavia viene poi mostrato rinchiuso nel Livello 5 dell'Impresa, osservato da Angela Petrelli. Ha l'abilità di emettere potenti onde sonore con la voce.

#### Lo Stritolatore
Lo Stritolatore, interpretato da Mark Steger, appare per la prima volta nella prima webserie della serie: Going Postal. Nella serie principale è uno degli uomini della Compagnia, incaricato di catturare Echo DeMille, che in seguito lo ucciderà con una potente onda sonora in un orecchio. Il suo soprannome deriva dal fatto che egli ha l'abilità di stringere e comprimere le sue vittime con la stessa forza di un boa.

#### Trevor Zeitlan
Trevor Zeitlan, interpretato da Jeff Staron, è un ragazzo presente nella lista di soggetti avanzati di Sylar sin dalla prima puntata della prima stagione, come viene mostrato nell'episodio Criminali. Trevor viene portato in casa di Sylar da Elle Bishop, fingendo di essere un alcolista, su suggerimento di Noah Bennet, incaricati entrambi dalla Compagnia di raccogliere informazioni sull'abilità di Sylar. Elle, dopo averlo salvato da un tentativo di suicidio, spiega a Sylar come il potere di Trevor sia davvero speciale, suscitandogli l'istinto assassino. Poco dopo Sylar uccide Trevor rubandogli i poteri. Il suo potere consiste nel distruggere gli oggetti senza contatto fisico.

#### Bridget Bailey
Bridget Bailey, interpretata da Tehmina Sunny, è un soggetto avanzato con il potere di conoscere l'intera storia di un oggetto solo toccandolo. Era un agente della Compagnia e ha svolto qualche missione che aveva a che fare con Mohinder Suresh. Viene uccisa da Sylar a causa di Angela Petrelli che la fa entrare nella cella in cui Sylar è detenuto, proprio per consentirgli di ottenere il suo potere.

#### Baron Samedi
Baron Samedi, interpretato da Demetrius Grosse e doppiato da Achille D'Aniello, è lo pseudonimo usato da un soggetto avanzato in possesso di un potere che lo rende invulnerabile a proiettili, coltelli e da qualsiasi cosa in grado di scalfire ogni materiale. È uno degli evasi dal Livello 5 ed è inoltre il fratello dell'Haitiano. Dato che il suo potere rende impossibile ucciderlo o ferirlo sarà proprio l'Haitiano a neutralizzarlo annullandogli la memoria e lasciandolo svenuto e inoffensivo.

#### Danny Pine
Danny Pine, interpretato da Franc Ross, è un soggetto avanzato socialmente pericoloso che viene rinchiuso nel Livello 5 da Meredith Gordon e da Thompson. Dopo l'incidente alla prigione riesce a fuggire ma viene nuovamente catturato da Meredith e Bennet. Nell'episodio Dualità verrà poi nuovamente liberato da Bennet per fronteggiare Sylar, che lo ucciderà. La sua abilità consiste nel trasformare qualsiasi cosa in metallo.

#### Sue Landers
Sue Landers, interpretata da Elizabeth Ann Bennett, è un soggetto avanzato con l'abilità di capire quando le altre persone mentono. Era presente anche sulla lista di Chandra Suresh rubata da Sylar. Viene uccisa il giorno del suo compleanno insieme ad altri 3 suoi colleghi d'ufficio da Sylar.

#### Scott
Scott, interpretato da Chad Faust e doppiato da Gianfranco Miranda, è un marine cui viene iniettata la formula per farlo diventare un soggetto avanzato. Rappresenta una cavia umana della Pinehearst Company ed è anche l'unico su cui la formula viene testata poiché subito dopo viene distrutta. Muore ucciso da Knox.

#### Alex Woolsley
Alex Woolsley, interpretato da Justin Baldoni e doppiato da Emiliano Coltorti è un ragazzo della Costa Verde (California) con l'abilità della respirazione subacquea. Claire Bennet lo aiuta a fuggire quando inizia la caccia ai soggetti avanzati da parte del Governo.

#### Luke Campbell
Luke Campbell, interpretato da Dan Byrd, doppiato da Davide Perino. È un ragazzo che vive con la madre, separata dal marito. Incontra Sylar durante il suo cammino alla ricerca dei suoi veri genitori, e poiché il ragazzo ha conosciuto il padre di Sylar, quest'ultimo accetta di farsi accompagnare. Poco prima della fine del viaggio Sylar lo allontana da lui picchiandolo, ma senza ucciderlo. Possiede l'abilità di emettere fasci di microonde che fondono ogni cosa.

#### James Martin
James Martyn, interpretato da Clint Howard, è un mutaforma prima braccato dal Governo, durante la caccia ai soggetti avanzati, poi ucciso da Sylar che ne acquisisce il potere.

#### Alice Shaw
Alice Shaw, interpretata da Laura Marano, è la sorella di Angela Petrelli. La sua storia viene raccontata nell'episodio 1961, dove si apprende che da bambina era stata imprigionata insieme alla sorella e ad altri soggetti avanzati affinché venissero studiati dal Governo. Angela Petrelli riuscì a fuggire insieme ad altri prigionieri, che poi cancellarano le prove di quell'attività e fondarono l'Impresa, e credeva Alice morta. Ma in realtà si era solo nascosta ed era rimasta ad aspettare invano la sorella per diversi anni. Possiede l'abilità di controllare le condizioni meteo attraverso le emozioni.

#### Jonas Zimmerman
Jonas Zimmerman, interpretato da Ronald Guttman, è lo scienziato che mise a punto la formula del soggetto avanzato. Durante la terza stagione viene rivelato che è stato lui con la sua formula a dotare di poteri Niki Sanders, Tracy Strauss e la loro terza sorella Barbara.

#### Martin Gray
Martin Gray, interpretato da Ned Schmidtke, è il padre adottivo di Sylar, cui da bambino venne venduto dal fratello Samson. Inizialmente Sylar si recherà da lui per ucciderlo, ma poi, scoprendolo solo una pedina nelle mani di Samson, lo risparmierà.

#### Abby Collins
Abby Collins, interpretata da Moira Kelly, doppiata da Roberta Greganti. È l'incaricata della Casa Bianca tenuta ad ispezionare il progetto del senatore Nathan Petrelli. Quando scoprirà che Tracy Strauss, sua vecchia amica, è tra le persone tenute prigioniere minaccerà di far sospendere tutto, ma quando vede che Tracy, nel tentativo di fuggire, usa i suoi poteri su un uomo uccidendolo, decide di cambiare atteggiamento e si convince ad approvare il progetto.

#### Millie Houston
Millie Houston, interpretata da Swoosie Kurtz, doppiata da Graziella Polesinanti. È un'amica di vecchia data di Angela Petrelli. Per anni ha creduto ch sua figlia fosse scappata di casa, ma in realtà era morta per colpa di Nathan, mentre si divertivano in piscina, a causa di un incidente. Sylar, nel periodo in cui credeva di essere Nathan, confessa la verita a Millie, la quale assolda un killer per ucciderlo.

#### Il Presidente
Il Presidente degli Stati Uniti appare durante la terza stagione, interpretato da Michael Dorn.

### Introdotti nella quarta stagione

#### Edgar
Edgar, interpretato da Ray Park e doppiato da Roberto Draghetti, è uno dei membri del circo di Samuel Sullivan, dotato di una supervelocità sia nei movimenti che nei riflessi. Samuel lo incarica di uccidere prima l'agente Danko e poi, senza successo, Noah Bennet. In seguito verrà informato da Lydia che è stato Samuel ad uccidere Joseph, ma Samuel li scopre e decide di incolpare pubblicamente Edgar dell'omicidio e giustiziarlo, ma Hiro darà al velocista la possibilità salvarsi e fuggire. Dopodiché Edgar si dirigerà da Noah Bennet per ucciderlo ma alla fine verrà interrogato da Lauren e da Noah per raccogliere informazioni per distruggere il Luna Park. Tuttavia Edgar si ribella e scappa: egli non vuole distruggere il Luna Park ma solo vendicarsi di Samuel per l'omicidio di Joseph. Nell'episodio finale di dimostrerà pronto ad assistere Noah per fermare il piano di Samuel.

#### Lydia
Lydia, interpretata da Dawn Olivieri, è uno dei membri del circo di Samuel Sullivan, col potere di sentire i desideri, le speranze e i sogni delle persone toccandole oppure tatuandosi il corpo. Dopo la morte di Joseph aiuterà Samuel molte volte, ma dopo che Hiro Nakamura si unisce al circo, si incuriosce del perché Samuel non abbia sfruttato la sua abilità per salvare Joseph. Allora Lydia convince Hiro a tornare indietro nel tempo per scoprire il vero motivo della morte di Joseph e scoprirà così che il vero colpevole è Samuel. Tornata indietro rivelerà l'accaduto ad Edgar, e questi cerca di raccontare pubblicamente ciò che è successo realmente. Tuttavia Samuel prevedendo ciò, lo accusa dell'omicidio. Dopo la fuga di Edgar dal circo Lydia continuerà a rimanere al fianco di Samuel, persuadendo Sylar e localizzando Emma Coolidge. Sempre al luna park verrà uccisa da Eli per ordine di Samuel, quando organizza una sparatoria contro la sua stessa gente pur di poter incolpare Noah Bennet.

#### Lauren Gilmore

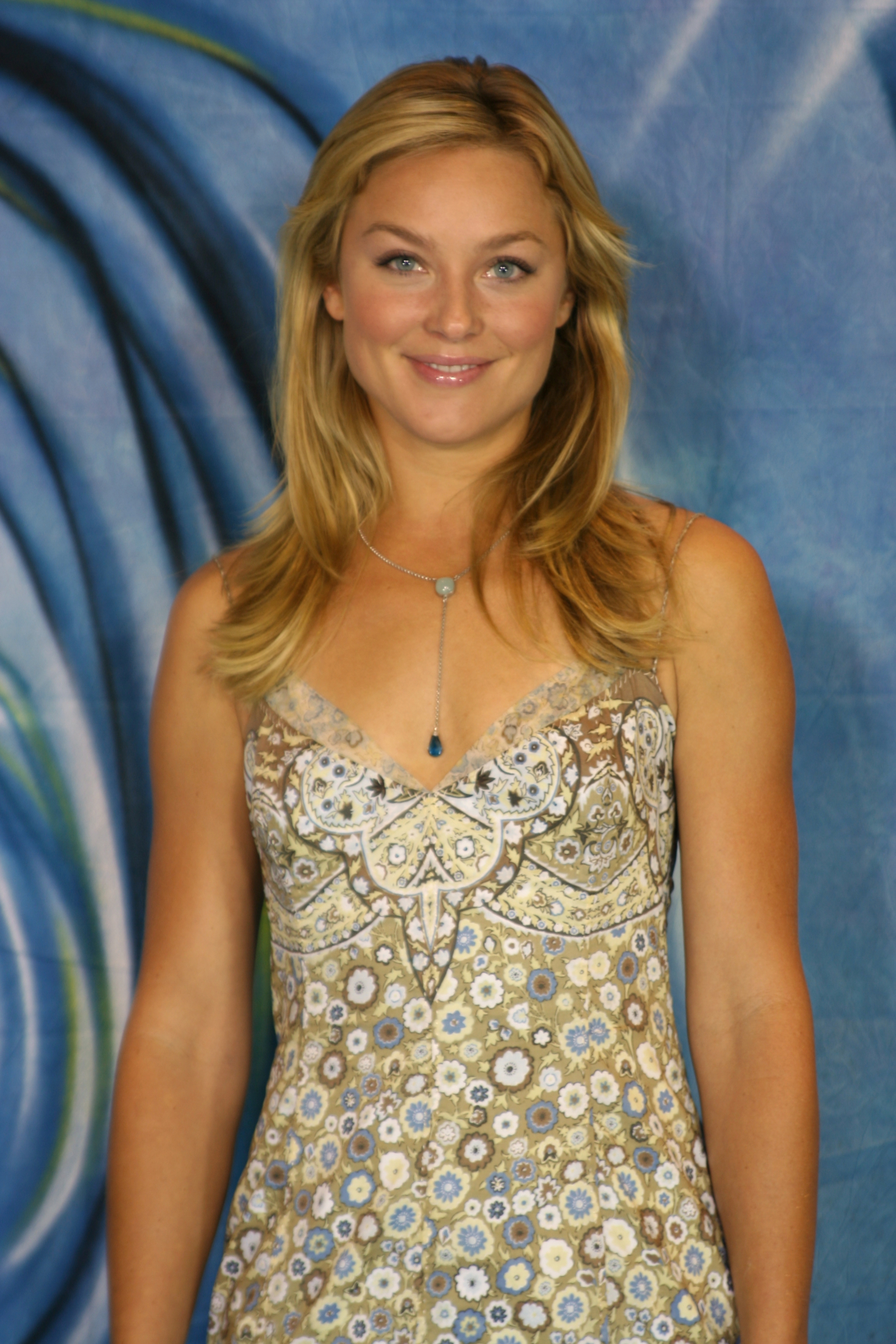
Lauren Gilmore (Elisabeth Röhm)

Lauren Gilmore, interpretata da Elisabeth Röhm, è un'ex agente della Compagnia, amica intima di Noah Bennet. Nella quarta stagione lavoreranno insieme per sconfiggere Samuel.

#### Emma Coolidge
Emma Coolidge, interpretata da Deanne Bray e doppiata da Anna Cugini, è una collega di Peter Petrelli. Ha il potere della sinestesia, cioè può vedere i suoni sotto forma di luci colorate pur non sentendoli in quanto sorda.

#### Joseph Sullivan
Joseph Sullivan, interpretato da Andrew Connolly e doppiato da Gerolamo Alchieri, è il fratello deceduto di Samuel. Il primo episodio della quarta stagione si apre con la sua sepoltura. Durante la sua vita tentò sempre di frenare l'eccessivo incremento del potere del fratello, che per questo lo uccise. Il suo potere infatti consisteva proprio nella capacità di trattenere le abilità altrui.

#### Gretchen Berg
Gretchen Berg, interpretata da Madeline Zima e doppiata da Emanuela Damasio, è una compagna di college di Claire, del quale diventa la migliore amica dopo aver scoperto il suo segreto.
Più avanti entrambe entreranno nella confraternita accademica delle Psi Alpha Chi, e Gretchen inizierà a diventare invadente e ossessiva nei confronti di Claire, tanto che la ragazza l'accuserà di aver attentato alla sua vita, ma lei le confessa che tanta attenzione deriva solo dal fatto che si è innamorata. Da allora il rapporto tra le due si farà tenero e ambiguo.
In seguito ad un tentativo di omicidio ai suoi danni ordito da Becky, Gretchen lascerà il college, ma comunque non si allontana da Claire per molto, visto che collabora con l'ex-cheerleader nell'indagare sullo strano circo dei fratelli Sullivan.

#### Arnold
Arnold, interpretato da Jack Wallace, è il membro più anziano del circo gestito da Samuel Sullivan. Vecchio e malato, esprime spesso il desiderio di smetterla di fare i girovaghi e stabilirsi in un posto definitivamente. Arnold si serve spesso del suo potere, teletrasporto e viaggio nel tempo come Hiro, a dispetto della sua salute, e ciò lo porterà a morire consumato dal suo potere.

#### Rebecca "Becky" Taylor
Rebecca "Becky" Taylor, interpretata da Tessa Thompson, doppiata da Domitilla D'Amico è la presidentessa delle Psi Alpha Chi, la confraternita scolastica a cui si unisce Claire nella quarta stagione. La ragazza in realtà è la colpevole dell'omicidio di Annie, la prima compagna di stanza di Claire, che tenta, per conto dello zio Samuel, di avvicinare l'ex-cheerleader al circo, allontanandola dai suoi cari e amici. Ha il potere dell'invisibilità.

#### Damien
Damien, interpretato da Harry Perry III, è un membro del luna park di Samuel Sullivan, che sfrutta il suo potere far ricordare il passato a Sylar. Damien ha il potere di far ristorare i ricordi degli altri, facendoli proiettare su degli specchi.

#### Amanda Strazzulla
Amanda Strazzulla, interpretata da Sasha Pieterse e doppiata da Maria Letizia Scifoni, è la figlia di Lydia. Manifesta il potere della combustione spontanea.

#### Caleb
Caleb, interpretato da Dusty Sorg, è un membro del luna park gestito da Samuel Sullivan. Aiuta Amanda ad integrarsi nel circo, ma viene ucciso dalla stessa Amanda per via del suo incontenibile potere. Caleb ha l'abilità della mimica aracnica. Nella serie compare nell'episodio Ringraziamento, ma la gran parte delle vicende che lo riguardano è narrata nella webserie Slow Burn.

#### Ian Micheals
Ian Michels, interpretato da Adam Lazarre-White, viene introdotto nell'episodio Su questa pietra. È un vagabondo ritrovato a Central Park da Emma Coolidge su ordine di Samuel, che lo fa condurre al suo circo. Ha l'abilità di controllare la vegetazione.

#### Annie
Annie, interpretata da Rachel Melvin e doppiata da Maria Letizia Scifoni, è la prima compagna di stanza di Claire Bennet al collage. Dopo il primo giorno dell'ex-cheerleader al college, viene trovata morta, apparentemente suicida. Claire e Gretchen scopriranno poi che in realtà non è andata così e che la ragazza è stata uccisa da Rebecca Taylor.

#### Mike
Mike, interpretato da Rick Worthy e doppiato da Alberto Angrisano, è il nuovo partner di Matt Parkman, durante la quarta stagione, nel distretto di polizia di Los Angeles.

#### Madeline Gibson
Madeline Gibson, interpretata da Christine Adams, è la giovane psicologa che interroga Sylar quando questi viene trovato privo di memoria dalla polizia nell'episodio Cecità isterica. Lo aiuterà a fuggire quando essi scopriranno la sua identità.

#### Dr. Coolidge
Dr. Coolidge, interpretata da Louise Fletcher, è la madre di Emma Coolidge, nonché sua collega nell'ospedale dove entrambe lavorano.

#### Vanessa Wheeler
Vanessa Wheeler, interpretata da Kate Vernon e doppiata da Anna Cesarini, è l'ex compagna di Samuel, che cerca invano di riconquistarla.